# Andres Saal
Andres Saal (Selja, 1861. május 21. – Los Angeles, 1931. június 23.) észt író.

## Élete
Apja gazdálkodó volt. A seljai falusi iskolába és a torii plébánia iskolájába járt, ezután önállóan folytatta tanulmányait. 1880-ban tanári vizsgát tett, s iskolákban dolgozott. 1884 és 1890 közt a tartui Olevik című lap szerkesztője volt. Előadásokat látogatott a Tartui Egyetemen, s mint boltos is kipróbálta magát. 1893-ban Bajorországban fotográfiát és cinkográfiát tanult. 1894-től 1897-ig az Olevik nyomdában dolgozott. 
1897-ben Frankfurt am Mainba, 1898-ban Indonéziába költözött s fotózással foglalkozott. Jáván telepedett le, 1902-től Jakartában a holland hadsereg topográfiai szolgálatánál volt fotós. 1920-ban visszavonult az Amerikai Egyesült Államokba, de kapcsolatait Észtországgal sosem szakította meg. Kaliforniában hunyt el, hamvait előbb Tartuban, később Toriban temették el. 
Eduard Bornhöhe mellett Andres Saal az észt történelmi regények és a nemzeti romantika legismertebb szerzője Észtországban. Első műve az 1885-ben megjelent Põgenenud kloostri kasvandik című novella volt. Sikerét leginkább a Wambola (1889), Aita (1891) und Leili (1892-1893) című regényekből álló trilógiájával alapozta meg. A műben Saal az észtek és lívek 12. és 13. századi szabadságharcát írta le. E regények izgalmas kalandtörténetek voltak, de kielégítették az észt múlt hazafias dicsőítésének igényét is. 
További történelmi kalandregényei a Hilda (1890) és az Uudu ja Meeta (1892), valamint a Sõstra silmad (1890) című novella. Priiuse ja isamaa eest (1903) című műve a Második búr háborúval foglalkozik. A Valge vanne (1904, könyv formájában megjelent 1912-ben) és a Valgus reggelist (1929) című regényeiben a gyarmatosítás ellen foglalt állást. Saal írta a Päris ja prii (két kötet, 1891 és 1893) című történelmi értekezést, amelyben az észt történelmet mutatta be 1219-től 1866-ig, valamint az Üleüldine isamaa ajalugu (1893) című művet. Számos útleírást is publikált, valamint orosz nyelvről észtre fordította Ivan Szergejevics Turgenyev verseit.

## Fordítás
- Ez a szócikk részben vagy egészben  az   Andres Saal című német Wikipédia-szócikk ezen változatának fordításán alapul.  Az eredeti cikk szerkesztőit annak laptörténete sorolja fel. Ez a jelzés csupán a megfogalmazás eredetét és a szerzői jogokat jelzi, nem szolgál a cikkben szereplő információk forrásmegjelöléseként.